# Мамуши
Мамуши — деревня в Тёмкинском районе Смоленской области России. Входит в состав Вязищенского сельского поселения.
Расположена в восточной части области в 11 км к юго-востоку от Тёмкина, в 20 км северо-восточнее автодороги Р132 Вязьма — Калуга — Тула — Рязань, на берегу реки Воря. В 5 км северо-восточнее деревни расположена железнодорожная станция Угрюмово на линии Вязьма — Калуга.

## История
В годы Великой Отечественной войны деревня была оккупирована гитлеровскими войсками в октябре 1941 года, освобождена в марте 1943 года.
В деревне на данный момент проживает постоянно 3 человека.